# Максиміліан Бецлер
Максиміліан Бецлер (нім. Maximilian Betzler; 9 травня 1891, Ульм — 21 березня 1988, Гайслінген) — німецький військовий ветеринар, доктор ветеринарії, генерал-майор ветеринарної служби вермахту (1 серпня 1942).

## Біографія
Учасник Першої світової війни. Після демобілізації армії залишений в рейхсвері. З 1938 року — директор 2-го курсу Військової ветеринарної академії. З 22 червня 1941 року — ветеринар 4-ї танкової групи. З 5 жовтня 1941 року — головний ветеринар 4-ї танкової армії. З 1941 року — знову директор 2-го курсу Військової ветеринарної академії. З 5 лютого 1942 року — головний ветеринар 2-ї танкової армії. 8 травня 1945 року взятий в полон. В 1946 році звільнений. Працював урядовим ветеринарним радником. 17 травня 1956 року вийшов на пенсію.

## Нагороди
- Залізний хрест 2-го і 1-го класу
- Орден Фрідріха (Вюртемберг), лицарський хрест 2-го класу з мечами
- Почесний хрест ветерана війни з мечами
- Медаль «За вислугу років у Вермахті» 4-го, 3-го, 2-го і 1-го класу (25 років)
- Хрест Воєнних заслуг 2-го і 1-го класу з мечами
- Орден Корони короля Звоніміра (Незалежна Держава Хорватія)
  - 1-го класу з мечами (22 лютого 1943)
  - 1-го класу із зіркою і мечами (25 листопада 1944)